# 돈 듀런트

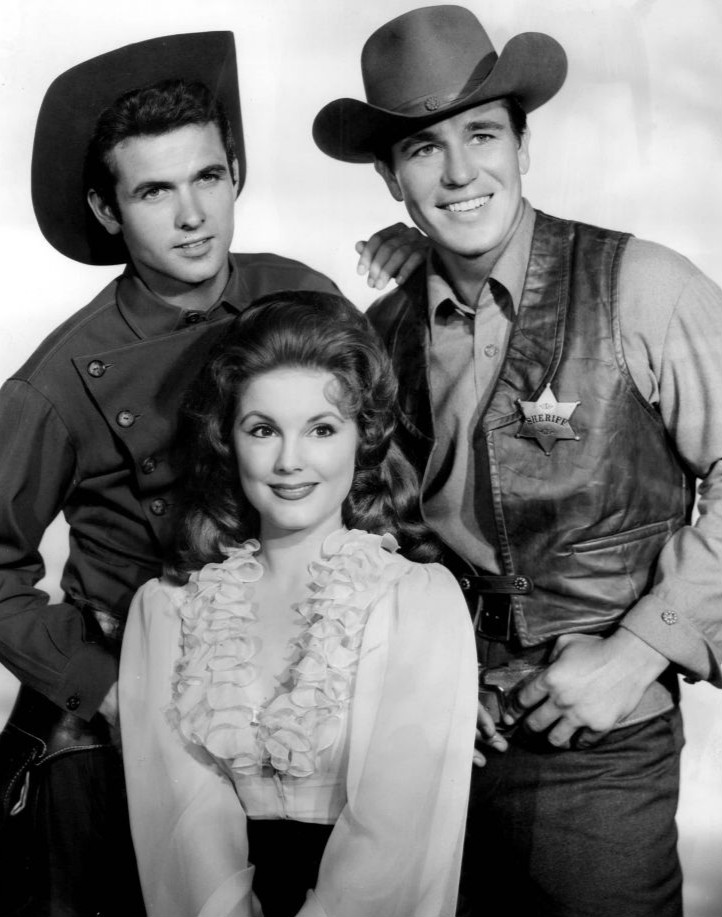

돈 듀런트(Don Durant, 1932년 11월 20일 ~ 2005년 3월 15일)는 미국의 가수, 배우, 텔레비전 배우이다.
롱비치에서 태어났다.

## 영화
- 샤크 리프 (1958년)
- 페리 메이슨 (1957년)